# Гитлер против СССР
«Гитлер против СССР. Грядущая схватка между фашистскими и социалистическими армиями» (англ. Hitler over Russia? The Coming Fight between the Fascist and Socialist Armies) — книга сотрудника Коминтерна, активиста Компартии Германии и советского разведчика, в будущем журналиста-международника Семёна Ростовского (1904—1990), написанная им под псевдонимом «Эрнст Генри» в 1934 году. В этой книге автор фактически воспроизвёл вплоть до некоторых деталей ещё не существовавший на тот момент план «Барбаросса», показав, какие опасности таит в себе грядущее вторжение нацистской Германии в Советский Союз.

## Издания
Книга «Гитлер против СССР» была написана и впервые издана в Лондоне в 1934-м и переиздана в Нью-Йорке в 1936 годах под псевдонимом Эрнст Генри (англ. Ernst Henri) и заглавием «Гитлер над Россией?» — как продолжение его же более ранней (март 1934) работы «Гитлер над Европой?». Позже, в 1937 и 1938 годах, а также в 1941 году в сокращении, книга «Гитлер против СССР» выходила в свет и в СССР, а также, в те же годы, в нацистской Германии, Франции и Нидерландах.
В 2004 году к столетию со дня рождения автора дилогия была переиздана под общей обложкой издательством ИПЦ «Русский раритет» с предисловием академика Евгения Примакова.

## Содержание
По свидетельству литературного критика «Отечественных записок» Ярослава Добролюбова, автор в 1970-х годах рассказывал:

Ходила такая шутка, что я совершил взлом сейфов и нашёл там «план Барбаросса». Всё это — сказки, этот план и то в черновике был составлен где-то в 40-м году… Я лишь ставил себя на место фашистов, старался мыслить их категориями.

Отправной точкой, после которой экспансия Рейха на Восток стала неминуема, Эрнст Генри увидел «ночь длинных ножей» 30 июня 1934 года, в ходе которой Адольф Гитлер ликвидировал ряд своих политических противников в нацистской среде. Олигархическо-аристократическое «крыло» Фрица Тиссена взяло верх над мелкобуржуазными штурмовиками Эрнста Рёма.
По сути проделанная Ростовским работа была сценарным планированием вероятного дальнейшего развития событий. Автор предсказал многие из них — например, аншлюс Австрии и расчленение Чехословакии. Разумеется, предвидеть всё полностью он не мог. Например, по версии Генри, Гитлера в походе на СССР должны были поддержать японская Квантунская армия и британский военно-морской флот, а союз Германии с Италией оказался бы маловероятен из-за межэтнических противоречий в Южном Тироле.
Автор верно указал на многих будущих союзников Рейха на Балканах (ошибся лишь с румынской «Железной Гвардией» Корнелиу Кодряну, которая в реальности проиграла более умеренному диктатору Иону Антонеску), однако предположил, что все они займутся реставрацией в некоем новом виде автономии Австро-Венгерской империи. Союзником Гитлера, кроме Финляндии и стран Прибалтики, должна была стать и Польша.
Генри недооценивал будущее танков и предполагал развитие военного наступления по аналогии с Первой мировой войной — как живой фронт, траншеи с колючей проволокой и отсутствие резких прорывов. Однако при этом он смог предвидеть, например, грядущую блокаду Ленинграда. По его версии, Германия не должна была одолеть Францию, объединённый британо-германский флот заблокирует черноморские проливы СССР, а Турция должна была стать союзником Советского Союза.
Залогом итогового поражения Рейха, несмотря на все его завоевания, окажется «пятая колонна» трудящихся внутри Германии, которые якобы должны были взбунтоваться сразу после налётов советской дальней авиации на германские города.